# Leonhard Hess Stejneger
Leonhard Hess Stejneger (Bergen, 30 oktober 1851 - Washington D.C., 28 februari 1943) was een Amerikaans zoöloog van Noorse afkomst.

## Biografie
Stejneger was de oudste van zeven kinderen van een welgestelde familie in Bergen. Hij studeerde rechten en filosofie aan de universiteit van Oslo, maar daarnaast was hij ook actief als bioloog, voornamelijk als ornitholoog. In 1873 publiceerde hij zijn eerste boek, een overzicht van de Noorse vogelfauna, en het jaar daarop een gelijkaardig overzicht van de Noorse zoogdieren.
Na zijn studies werkte hij in het familiebedrijf, dat echter in 1880 in financiële moeilijkheden kwam en bankroet ging. Stejneger moest ander werk zoeken en besloot zich beroepshalve te wijden aan de zoölogie. Hij emigreerde in 1881 naar de Verenigde Staten, waar hij kon beginnen onder  Spencer Fullerton Baird aan de Smithsonian Institution. In 1887 verkreeg hij de Amerikaanse nationaliteit. Hij nam deel aan een aantal expedities in 1882-1883 naar het noordelijke deel van Noord-Amerika, Beringeiland en Kamtsjatka.  Hij maakte carrière in de Smithsonian, waar hij achtereenvolgens de post bekleedde van assistent-conservator voor vogels, conservator voor reptielen en amfibieën, en hoofdconservator voor biologie vanaf 1911. Dankzij een presidentieel besluit kon Stejneger aan de Smithsonian Institution blijven werken tot aan zijn dood.
In 1923 werd hij verkozen in de National Academy of Sciences. De universiteit van Oslo verleende hem in 1930 een eredoctoraat.

## Werk
Stejneger schreef meer dan 400 wetenschappelijke artikelen, voornamelijk  over vogels en reptielen, waaronder overzichten van de herpetologie van Japan en Puerto Rico. In 1917 publiceerde hij samen met Thomas Barbour een soortenlijst van de Noord-Amerikaanse amfibieën en reptielen. Hij schreef ook een biografie van Georg Wilhelm Steller, de Duitse onderzoeker die hem was voorgegaan op Beringeiland.
Stejneger beschreef vele diersoorten voor het eerst wetenschappelijk, zoals de Stejnegers stormvogel, de Kauaikruiper, de zwarte dolfijn, de Seychellendaggekko, de graniethagedis en de varkenskikker.
De Stejnegers spitssnuitdolfijn, Stejnegers roodborsttapuit en de moerasschildpaddensoort Trachemys stejnegeri zijn slechts enkele van de vele diersoorten die naar hem genoemd zijn.